# Joiceya praeclara
Joiceya praeclara är en fjärilsart som beskrevs av Talbot 1928. Joiceya praeclara ingår i släktet Joiceya och familjen Riodinidae. Inga underarter finns listade i Catalogue of Life.